# Damier de Harris
Chlosyne harrissi
Espèce
Le Damier de Harris (Chlosyne harrisii) est une espèce d'insectes lépidoptères de la famille des Nymphalidae de la sous-famille des Nymphalinae et du genre Chlosyne.

## Dénomination
Chlosyne harrisii a été nommée par Scudder en 1863.
Synonymes : Melitaea harrisii Scudder, 1863 ; Cinclidia harrisii ; Dyar, 1903.

### Sous-espèces
- Chlosyne harrisii hanhami (Fletcher, 1904);
- Chlosyne harrisii liggetti Avinoff, 1930[1].

### Noms vernaculaires
Le Damier de Harris se nomme en anglais Harris' Checkerspot et la sous-espèce Chlosyne harrisii hanhami Hanham's Crescent.

## Description
Le Damier de Harris est un papillon orange et noir de taille moyenne du groupe des damiers. Son envergure varie entre 30 et 51 mm. Le dessus présente aux antérieures une bande marginale noire, une ligne de grands damier orange, puis quelques petits damiers orange et une petite partie basale noire, alors qu'aux postérieures, font suite à la bande marginale noire deux bandes de damiers orange puis une partie basale foncée.
Le revers des antérieures est orange bordé de chevrons blancs alors que les postérieures sont blanches à damiers orange,.

### Chenille
La chenille est orange, ornée d'une bande noire sur le dos et d'épines ramifiées noires.

## Biologie

### Période de vol et hivernation
L'imago vole en juin juillet en une seule génération.
Le Damier de Harris hiverne au stade de chenille.

### Plantes hôtes
La plante hôte de la chenille est Aster umbellatus,.

## Écologie et distribution
Il est présent dans le nord-est de l'Amérique du Nord, au Minabota dans le sud-est du Canada et aux États-Unis dans les états limitrophes du Canada, du Dakota du Nord à la Pennsylvanie,.

### Biotope
Il réside dans les prairies humides où pousse l’Aster umbellatus la plante hôte de sa chenille.

### Protection
Pas de statut de protection particulier.

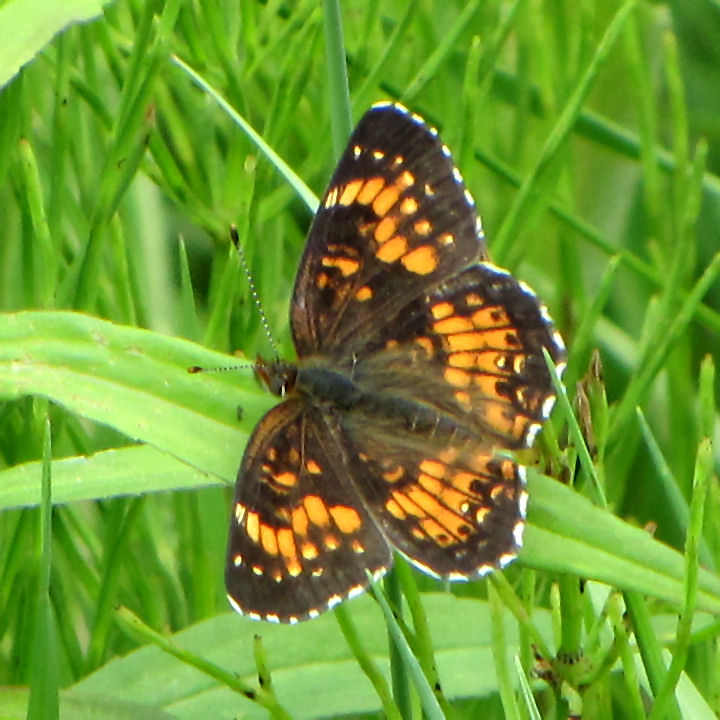
Damier de Harris